# 파이어하우스 독
《파이어하우스 독》(영어: Firehouse Dog)은 2007년 공개된 미국의 가족 영화이다.

## 출연
- 조시 허처슨
- 브루스 그린우드
- 대시 마이혹
- 스티븐 컬프
- 빌 넌
- 브리 터너
- 스코치 엘리스 로링
- 마이테이 가르시아
- 테디 시어스
- 클로뎃 밍크
- 해나 로크너

## 기타 제작진
- 협력 제작: 미치 글릭
- 배역: 엘리자베스 반스, 티나 저루시, 메그 리버먼, 커밀 H. 패튼
- 미술: 태머라 데버럴
- 의상: 주디스 R. 겔먼